# Přitěžující okolnost
Přitěžující okolnost je v trestním právu taková okolnost, která umožňuje soudu uložit přísnější trest. Pokud ale jde o okolnost, která je zákonným znakem trestného činu, nebo o okolnost, která podmiňuje použití vyšší trestní sazby, nelze k ní jako k okolnosti přitěžující přihlédnout. Jejich výčet je uveden v § 42 trestního zákoníku (40/2009 Sb.), protože jde ale pouze o demonstrativní výčet, přitěžujícími okolnostmi tedy mohou být i jiné, v zákoně neuvedené okolnosti.

## Některé přitěžující okolnosti
Přitěžující okolností může zejména být, pokud pachatel:
- spáchal trestný čin s rozmyslem nebo po předchozím uvážení
- spáchal trestný čin ze ziskuchtivosti, z pomsty, z národnostní, rasové, etnické, náboženské, třídní či jiné podobné nenávisti nebo z jiné zvlášť zavrženíhodné pohnutky
- spáchal trestný čin surovým nebo trýznivým způsobem, zákeřně, se zvláštní lstí nebo jiným obdobným způsobem
- spáchal trestný čin využívaje něčí nouze, tísně, bezbrannosti, závislosti nebo podřízenosti
- trestným činem porušil zvláštní povinnost
- ke spáchání trestného činu zneužil svého zaměstnání, postavení nebo funkce
- spáchal trestný čin vůči osobě podílející se na záchraně života a zdraví nebo na ochraně majetku
- spáchal trestný čin ke škodě dítěte, osoby blízké, těhotné, nemocné, zdravotně postižené, vysokého věku nebo nemohoucí
- svedl k činu jinak trestnému, provinění nebo trestnému činu jiného, zejména dítě mladší patnácti let, mladistvého nebo osobu ve věku blízkém věku mladistvých
- spáchal trestný čin za krizové situace, živelní pohromy nebo jiné události vážně ohrožující život, veřejný pořádek nebo majetek, anebo na území, na němž je prováděna nebo byla provedena evakuace
- trestným činem způsobil vyšší škodu nebo jiný větší škodlivý následek
- trestným činem získal vyšší prospěch
- spáchal trestný čin ve větším rozsahu, na více věcech nebo více osobách, anebo trestný čin páchal nebo v něm pokračoval po delší dobu,
- spáchal více trestných činů
- spáchal trestný čin jako organizátor, jako člen organizované skupiny nebo člen spolčení, nebo
- byl již pro trestný čin odsouzen (tuto okolnost soud nemusí za přitěžující vzhledem k dalším okolnostem pokládat)